# Flic Flac
Flic Flac – olbrzymia karuzela składająca się z sześciu ramion na których z lewej i prawej strony są zamontowane trzyosobowe gondole. Ramiona kręcą się, dźwigają się i opadają. Kiedy karuzela się rozpędzi gondole wykonują obroty o 360 stopni oraz swobodnie się huśtają. Podczas jazdy pasażer jest lekko wciśnięty w swoje fotele. Kiedy gondola jest do góry nogami pasażer ma uczucie wypadania z gondoli. Flic Flac jest bardzo popularną karuzelą w Niemczech, szczególnie w objazdowych lunaparkach. W Niemczech, Holandii i Belgii występuje pod nazwą Devil Rock.
Przykłady w Polsce
- Dragon Wrestling Tournament – Legendia, Chorzów (atrakcja zlikwidowana w 2019 r.)
- Flic Flac – Lunapark Sowiński, Władysławowo
- Flic Flac – Lunapark Krynica, Krynica Morska

Przykłady za granicą
- Dragen (Ogrody Tivoli, Kopenhaga, Dania)
- Terrano (Lunapark, Hawr)